# Rysslands krajer
Ryssland är indelat i 88 federationssubjekt, varav 9 är krajer. En kraj styrs av ett lokalt parlament (ryska губернская дума, gobernska duma) och en guvernör (губернатор, gubernator). Jämför Rysslands oblast. I moderna Ryssland finns det inte längre några skillnader mellan en kraj och ett oblast. Detta härstammar från Sovjetunionen, då ett autonomt oblast såväl som en kraj kunde ingå i det sovjetiska styret, men inte ett oblast. Dagens enda kvarvarande autonoma oblast är Judiska autonoma länet.
| 1. Altaj kraj 2. Kamtjatka kraj 3. Chabarovsk kraj 4. Krasnodar kraj 5. Krasnojarsk kraj 6. Perm kraj 7. Primorje kraj 8. Stavropol kraj 9. Zabajkalskij kraj |

## Källa
- Saunders, Robert A.; Strukov Vlad (2010) (på engelska). Historical dictionary of the Russian Federation [Elektronisk resurs]. Historical dictionaries of Europe ; 78. Lanham, Md.: Scarecrow Press. Libris 12078858. ISBN 9780810874602